# Nysa (gmina)
Nysa est une gmina mixte du powiat de Nysa, Opole, dans le sud-ouest de la Pologne. Son siège est la ville de Nysa, qui se situe environ 48 km au sud-ouest de la capitale régionale Opole.
La gmina couvre une superficie de 217,6 km2 pour une population de 59 868 habitants.

## Géographie
Outre la ville de Nysa, la commune inclut les villages de Biała Nyska, Domaszkowice, Głębinów, Goświnowice, Hajduki Nyskie, Hanuszów, Iława, Jędrzychów, Kępnica, Konradowa, Koperniki, Kubice, Lipowa, Morów, Niwnica, Podkamień, Przełęk, Radzikowice, Regulice, Rusocin, Sękowice, Siestrzechowice, Skorochów, Wierzbięcice, Wyszków Śląski et Złotogłowice.
La commune borde les communes de Głuchołazy, Korfantów, Łambinowice, Otmuchów, Pakosławice et Prudnik.